# Scheloribates heterotrichus
Scheloribates heterotrichus är en kvalsterart som beskrevs av Sandór Mahunka 1984. Scheloribates heterotrichus ingår i släktet Scheloribates och familjen Scheloribatidae. Inga underarter finns listade i Catalogue of Life.